# No. 222 Squadron RAF

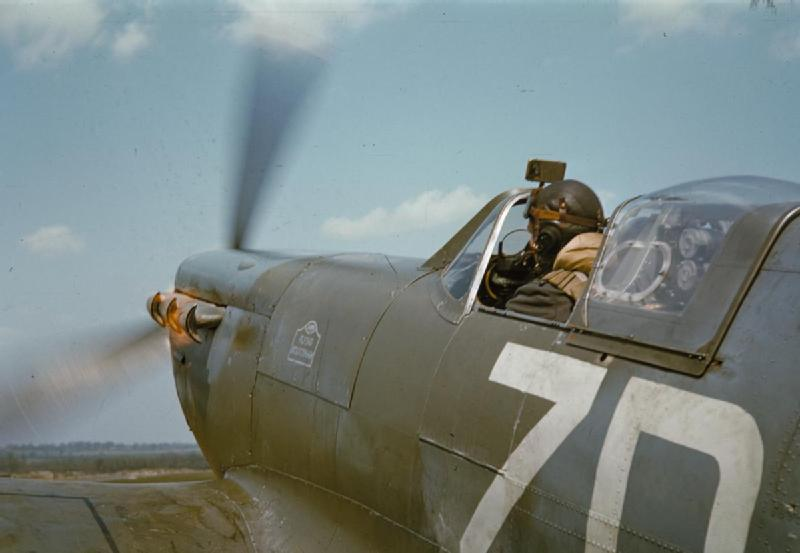
Hauptmann Laurie aus dem No. 222 Squadron startet seine Supermarine Spitfire Mark V

No. 222 Squadron war eine Jagdfliegereinheit der Royal Air Force.

## Geschichte

### 1. Aufstellung (Erster Weltkrieg)
Das N. 222 Squadron wurde am 1. April 1918 in Thasos aus einer Einheit des Royal Naval Air Service gebildet. Deren Aufgabe bestand in Angriffen auf türkische Ziele in Makedonien und Thrakien. Die Einheit wurde am 27. Februar 1919 aufgelöst.

### 2. Aufstellung (Zweiter Weltkrieg und Nachkriegszeit)
Am 5. Oktober 1939 wurde das Squadron in Duxford wieder aufgestellt. Es erhielt Bristol Blenheims und wurde zur Sicherung der Schifffahrt eingesetzt. Nachdem es im Mai 1940 mit Spitfires ausgerüstet worden war, beteiligte es sich an der Unterstützung der Evakuierung Dünkirchens. Anschließend nahm die Einheit in der Nähe von London an der Endphase der Luftschlacht um England teil.
Das No. 222 Squadron RAF nahm an der Operation Jubilee, der Landungsoperation bei Dieppe im August 1942, teil. Auch bei der alliierten Landung in der Normandie war sie beteiligt. Sie folgte den Bodentruppen bis nach Belgien. Im Dezember 1944 kehrte das Squadron nach Großbritannien zurück, um dort mit Hawker Tempest ausgerüstet zu werden. Im Februar 1945 erfolgte die erneute Verlegung nach Kontinentaleuropa. Im Juni 1945 kehrte das No. 222 Squadron nach Großbritannien zurück. Ab Oktober 1945 wurde es mit Gloster Meteor ausgerüstet. Diese wurden im Dezember 1954 von Hawker Hunter abgelöst. Am 1. November 1957 erfolgte die erneute Auflösung.

### 3. Aufstellung
Am 1. Mai 1960 wurde das Squadron als Luftabwehreinheit, die mit Bristol-Bloodhound-Raketen ausgerüstet war, erneut aufgestellt. Diese Einheit wurde am 30. Juni 1964 aufgelöst.